# Nóvoie (Primórie)
|  | Per a altres significats, vegeu «Nóvoie». |

Nóvoie (en rus: Новое) és un poble del krai de Primórie, a l'Extrem Orient de Rússia, que en el cens del 2010 tenia 129 habitants.